# Список дипломатических миссий Экваториальной Гвинеи

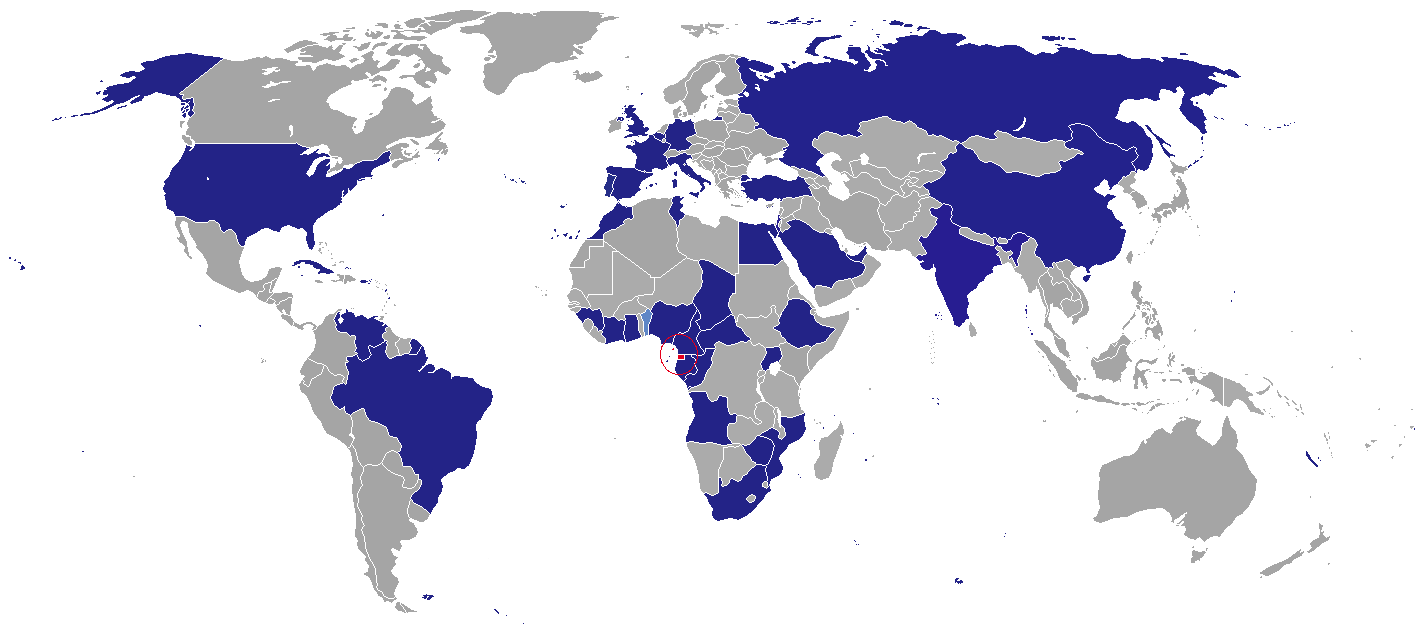

Список дипломатических миссий Экваториальной Гвинеи — в настоящее время дипломатические представительства Экваториальной Гвинеи находятся в 20 странах Европы, Азии, Африки и Америки.
Список дипломатических миссий Экваториальной Гвинеи (не включает почётные консульства):

## Европа
- Бельгия
  - Брюссель (посольство)
- Великобритания
  - Лондон (посольство)
- Германия
  - Берлин (посольство)
- Испания
  - Мадрид (посольство)
  - Лас-Пальмас (консульство)
- Россия
  - Москва (посольство)
- Франция
  - Париж (посольство)

## Северная Америка
- Куба
  - Гавана (посольство)
- США
  - Вашингтон (посольство)

## Южная Америка
- Бразилия
  - Бразилиа (посольство)

## Африка
- Ангола
  - Луанда (посольство)
- Бенин
  - Котону (консульство)
- Габон
  - Либревиль (посольство)
- Гана
  - Аккра (консульство)
- Эфиопия
  - Аддис-Абеба (посольство)
- Камерун
  - Яунде (посольство)
  - Дуала (консульство)
- Марокко
  - Рабат (посольство)
- Нигерия
  - Абуджа (посольство)
  - Калабар (консульство)
  - Лагос (консульство)
- Сан-Томе и Принсипи
  - Сан-Томе (посольство)
- ЮАР
  - Претория (посольство)

## Азия
- Китай
  - Пекин (посольство)

## Международные организации
- Аддис-Абеба — Африканский союз
- Брюссель — ЕС
- Женева — ООН
- Париж — ЮНЕСКО
- Нью-Йорк — ООН